# FIFA 16
FIFA 16 este un joc video de fotbal, publicat de EA Sports, pentru platformele Microsoft Windows, PlayStation 3, PlayStation 4, Xbox 360, Xbox One, Android și iOS.
Acesta este primul joc din seria FIFA care va include jucătoare, dar și primul în care jucătorii de pe copertă au fost aleși prin vot popular, incluzând prima femeie pe coperta jocului.
Jocul a primit recenzii foarte pozitive odată cu lansarea din septembrie 2015, criticii lăudând realismul acestuia.

## Gameplay
Pentru prima dată în serie, FIFA 16 va include fotbaliste, jocul având 12 naționale de fotbal feminin: Australia, Brazilia, Canada, China, Anglia, Franța, Germania, Italia, Mexic, Spania, Suedia, și Statele Unite. David Rutter, vice-președintele companiei, a afirmat că "Aducerea unora dintre cele mai bune jucătoare și echipe feminine din lume în serie este un eveniment major pentru EA Sports". În februarie 2013, căpitana Spaniei, Verónica Boquete, a lansat o petiție pentru a convinge FIFA să includă jucătoare, strângând peste 20.000 de semnături în primele 24 de ore.
Jucătorii nu vor putea crea echipe de gen mixt sau să joace meciuri între echipele feminine și cele masculine, dar vor putea folosi echipele feminine în Match Day (amicale offline), amicale online și un turneu offline, modelat după Campionatul Mondial de Fotbal Feminin.
Jocul conține 78 de stadioane, iar 50 dintre ele sunt din viața reală. Fratton Park, stadionul celor de la Portsmouth, a fost adăugat în onoarea lui Simon Humber, fan Portsmouth și unul dintre directorii seriei FIFA, care a murit de cancer în aprilie 2015.
Un nou mod de antrenament (Training Mode) a fost adăugat la Career Mode, permițându-i jucătorului să-și dezvolte fotbaliștii fără a juca, practic, cu ei. Acestea sunt în ton cu skill games-urile seriei, adăugate cu ceva timp în urmă. Jucătorul va putea selecta în ce stil să se antreneze fotbalistul, iar acesta va face asta conform selecției. Acest lucru va duce și la creșterea cotei fotbalistului.
Înaintea începerii unui sezon, jucătorii își vor putea alege turnee amicale în care să joace. Câștigarea acestor turnee va fi recompensată cu creșterea bugetului de transfer. Vor fi permise și schimbări nelimitate pe parcursul acestor meciuri amicale. Acest joc va include și împrutumuri pe doi ani, multe transferuri realiste de buget, valori îmbunătățite ale fotbaliștilor, precum și abilitatea de a semna cu agenții liberi în timpul perioadei de transferuri.
Noi caracteristici ale jocului, exclusive pentru platformele PlayStation 4, Xbox One și PC, vor cuprinde un pachet cu o prezentare licențiată a Bundesligii, vreme nouă și variații de timp a fluierului de start, precum și folosirea spumei care dispare pe parcursul anumitor meciuri.

## Dezvoltare și lansare
Pentru a se obține mișcarea corectă a jucătoarelor, designerii jocului au folosit motion capture pentru atacanta americancă Alex Morgan și Sydney Leroux, pentru mijlocașa americancă Megan Rapinoe, dar și pentru fundașa australiancă Steph Catley.
FIFA 16 a fost anunțat pe 28 mai 2015. Anunțarea includerii jucătoarelor a fost primită pozitiv de criticii IGN. Trailerul oficial al EA Sports a fost lansat pe 28 mai și a inclus imagini din joc, cât și metraje live ale lui Morgan, Leroux, Rapinoe, Boquete, Abby Wambach, Hope Solo, Eniola Aluko (Anglia), Steph Houghton (Anglia), Célia Šašić (Germania), Christine Sinclair (Canada) și Kosovare Asllani (Suedia).
Jocul este programat să se lanseze în septembrie 2015, pentru platformele PC, PlayStation 3, PlayStation 4, Xbox 360, Android, IOS și Xbox One. Un reprezentat al Electronic Arts a confirmat că versiunile pentru PlayStation Vita și Nintendo 3DS nu sunt în dezvoltare, făcând FIFA 16 primul titlu al seriei, din anul 2000, care nu va fi lansat pentru platformele Nintendo.
Coloana sonoră oficială a fost lansată pe 10 septembrie 2015 și este disponibilă pe Spotify.

## Atleții copertelor
FIFA 16 este primul joc al seriei care a permis fanilor din Australia, Brazilia, Franța, Japonia, America Latină, Mexic, Polonia și Regatul Unit să-și aleagă jucătorul care să fie alături de Lionel Messi pe coperta jocului. Trei jucătoare – Catley, Sinclair și Morgan – au devenit primele femei de pe coperta unui joc FIFA.

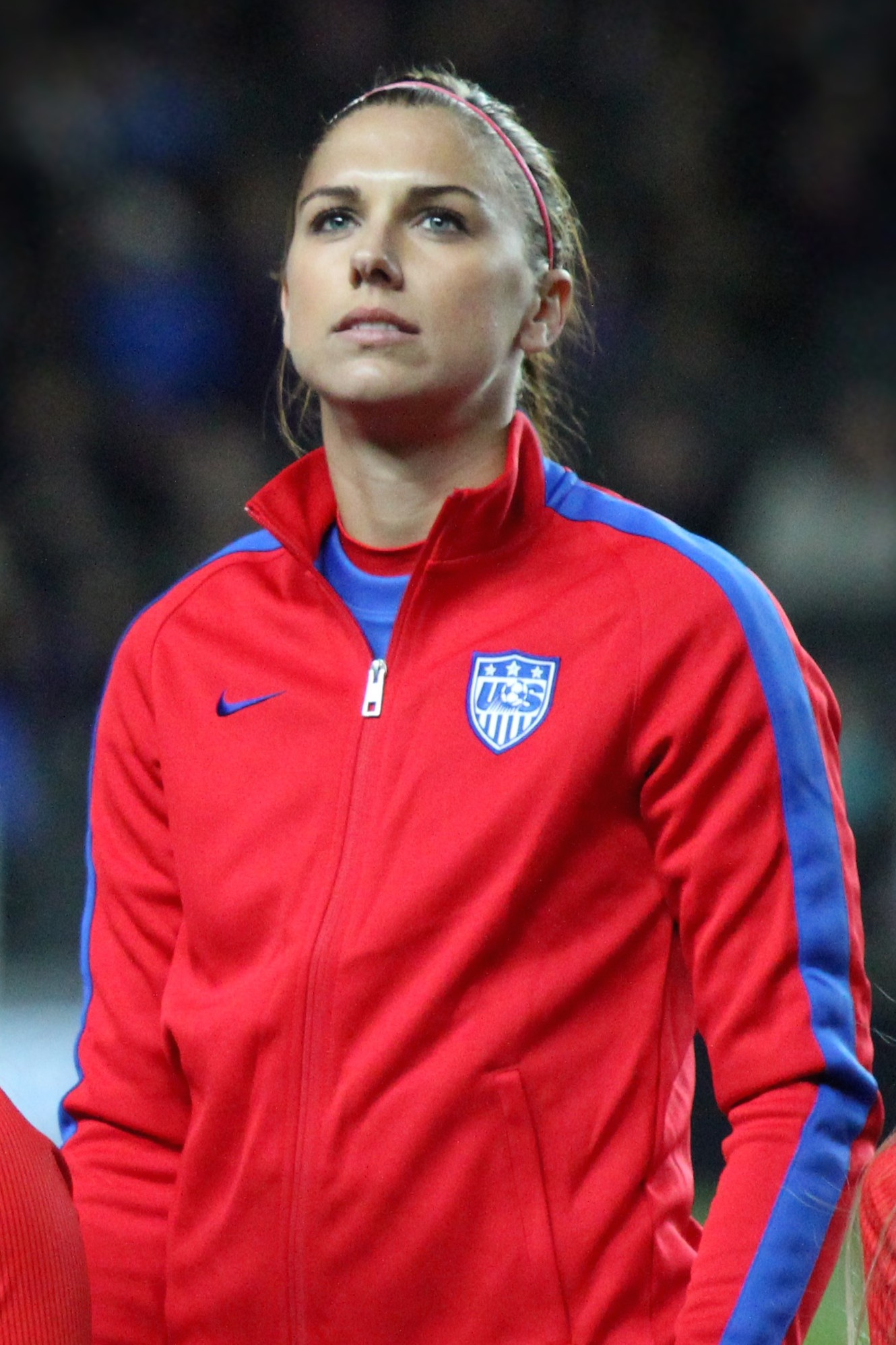
Alex Morgan (Statele Unite) va fi una dintre primele trei femei ce vor apărea pe coperta jocului FIFA 16

| Teritoriu                                           | Atlet                   | Ref.   |
| --------------------------------------------------- | ----------------------- | ------ |
| Japonia Germania                                    | Shinji Kagawa           | [ 23 ] |
| Franța Spania                                       | Antoine Griezmann       | [ 24 ] |
| Australia                                           | Steph Catley Tim Cahill | [ 20 ] |
| Mexic                                               | Marco Fabián            | [ 25 ] |
| Regatul Unit Irlanda                                | Jordan Henderson        | [ 26 ] |
| Brazilia                                            | Oscar                   | [ 27 ] |
| America Latină (cu excepția Braziliei și Mexicului) | Juan Cuadrado           | [ 28 ] |
| Polonia                                             | Arkadiusz Milik         | [ 29 ] |
| Canada                                              | Christine Sinclair      | [ 21 ] |
| Statele Unite                                       | Alex Morgan             | [ 22 ] |
| Austria                                             | David Alaba             | [ 30 ] |
| Italia                                              | Mauro Icardi            | [ 31 ] |
| Turcia                                              | Arda Turan              | [ 32 ] |

## Coloana sonoră
Coloana sonoră a jocului este compusă din următoarele piese.:
| - All Tvvins - Darkest Ocean - April Towers - A Little Bit Of Fear - Atlas Genius - Stockholm - AURORA - Conqueror - Baiana System - Playsom - Baio - Sister Of Pearl - BANNERS - Shine A Light - Bastille - Hangin' - Beck - Dreams - Bomba Estereo - Soy Yo - BØRNS - Fool - Coasts - Tonight - Disclosure - Omen feat. Sam Smith - Durante - Slow Burn feat. Chuck Ellis - Everything Everything -Distant Past - Foals - Mountain At My Gates - C-Prime - Me Agarró Cáncer de Corazón - Icona Pop - Emergency - Jax Jones - Yeah Yeah Yeah - John Newman - Tiring Game feat. Charlie Wilson - Kaleo - Way Down We Go | - Kygo - ID - Louis The Child - It's Strange feat. K. Flay - Miami Horror - All It Ever Was - No Wyld - Let Me Know - Nothing But Thieves - Trip Switch - Of Monsters And Men - Crystals - Parade Of Lights - Feeling Electric - RAC - Back Of The Car feat. Nate Henricks - Raury - Crystal Express - Seinabo Sey - Pretend - Skylar Grey feat. X Ambassadors - Cannonball - Slaptop - Walls - Speelburg - Lay It Right - Swim Deep - One Great Song And I Could Change The World - The Royal Concept - Smile - The Very Best - Makes A King feat. Jutty Taylor - Tiggs Da Author - Run - Unknown Mortal Orchestra - Can't Keep Checking My Phone - X-Wife - Movin' Up - Years & Years - Gold - Zibra - Goodbye Mondays |  |

## Recepție
Scriitorul James Tyler de la ESPN a lăudat jocul, comentând despre realismul crescut și despre tacticile defensive și de pase. El a sugerat că seria poate fi îmbunătățită prin adăugarea unui mod prin care se poate juca ca și antrenor. Andrew Griffin de la The Independent' a fost și el satisfăcut cu noile adăugări, dar acestea nu sunt destul de revoluționare pentru a concura cu titlul rival PES 2016. Scriind pentru The Guardian, Ben Wilson a notat diferența tacticii atunci când joci cu jucătorul feminin și a concluzionat ca este dificil de a alege jocul anului între edițiile FIFA și PES, acordându-i jocului maximul de cinci stele.
IGN a lăudat adăugarea de fotbal feminin și modului FUT Draft, dar a comparat inferior jocul cu PES 2016, spunând că "rivalul lui cel mai mare îi egalează dinamismul și îl depășește la capitolul fluiditate și reacție, iar EA Sports va avea de muncit la FIFA pentru a-și recâștiga titlul de regele sportului digital." Metro (ziar britanic) a comparat și el nefavorabil jocul cu PES 2016, spunând că este "cel mai prost joc FIFA de mai mult de un deceniu și jumătate încoace, și mult inferior lui PES 2016", dar "nu este un joc prost per total, unele moduri noi fiind binevenite." Recenzia GameSpot a jocului este una mai pozitivă, aceasta zicând că în timp ce "[jocul] poate fi încăpățânat și sufocant," se "simte glorios de nou, și învățarea de strategii proaspete și nuanțe într-o serie ca aceasta este o plăcere aproape pierdută."

### Premii
| Lista premiilor și nominalizărilor | Lista premiilor și nominalizărilor | Lista premiilor și nominalizărilor | Lista premiilor și nominalizărilor |
| Premiul                            | Categoria                          | Rezultat                           | Ref.                               |
| ---------------------------------- | ---------------------------------- | ---------------------------------- | ---------------------------------- |
| The Game Awards 2015               | Cel mai bun joc de sport/curse     | Nominalizare                       | [ 49 ]                             |